# اسپرس رودباری
اسپرس رودباری (نام علمی: Onobrychis michauxii) نام یک گونه از سرده اسپرس است.